# تشوفار
بلدية تشوفار (بالإسبانية: Chóvar)‏، هي إحدى بلديات مقاطعة كاستيلون التي تقع في منطقة بلنسية، في شرق إسبانيا.
يبلغ عدد سكانها 356 نسمة وفقاً لإحصائية سنة (2006).